# Toponimia asturiana
La toponimia asturiana es el conjunto de topónimos en asturiano determinados por el Consejo de Gobierno del Principado de Asturias, previo dictamen de la Junta Asesora de Toponimia del Principado de Asturias.

## Historia
La Consejería de Cultura, Política Lingüística y Turismo del Principado de Asturias creó la Junta Asesora de Toponimia en 1985, y le encargó un estudio pormenorizado de los topónimos tradicionales asturianos. Tras dos años de trabajo se publicó una relación de nombres de lugar que, sin embargo, no recibió sanción legal alguna.
La situación siguió sin cambios hasta la promulgación de la Ley autonómica 1/1998 de Uso y Promoción del Bable/Asturiano, vigente hoy en día y cuyo artículo 15.1 establece:

1. Los topónimos de la Comunidad Autónoma del Principado de Asturias tendrán la denominación oficial en su forma tradicional. Cuando un topónimo tenga uso generalizado en su forma tradicional y en castellano, la denominación podrá ser bilingüe.
2. De acuerdo con los procedimientos que reglamentariamente se determinen, corresponde al Consejo de Gobierno, previo dictamen de la Junta de Toponimia del Principado de Asturias, y sin perjuicio de las competencias municipales y estatales, determinar los topónimos de la Comunidad Autónoma

En cumplimiento de este mandato legal, el Consejo de Gobierno del Principado de Asturias aprobó dos decretos que desarrollaban la Ley de Uso en materia de toponimia: El Decreto 38/2002, por el que se regula la Junta de Toponimia del Principado de Asturias, y el Decreto 98/2002, por el que se establece el procedimiento de recuperación y fijación de la toponimia asturiana.

## Expedientes toponímicos aprobados

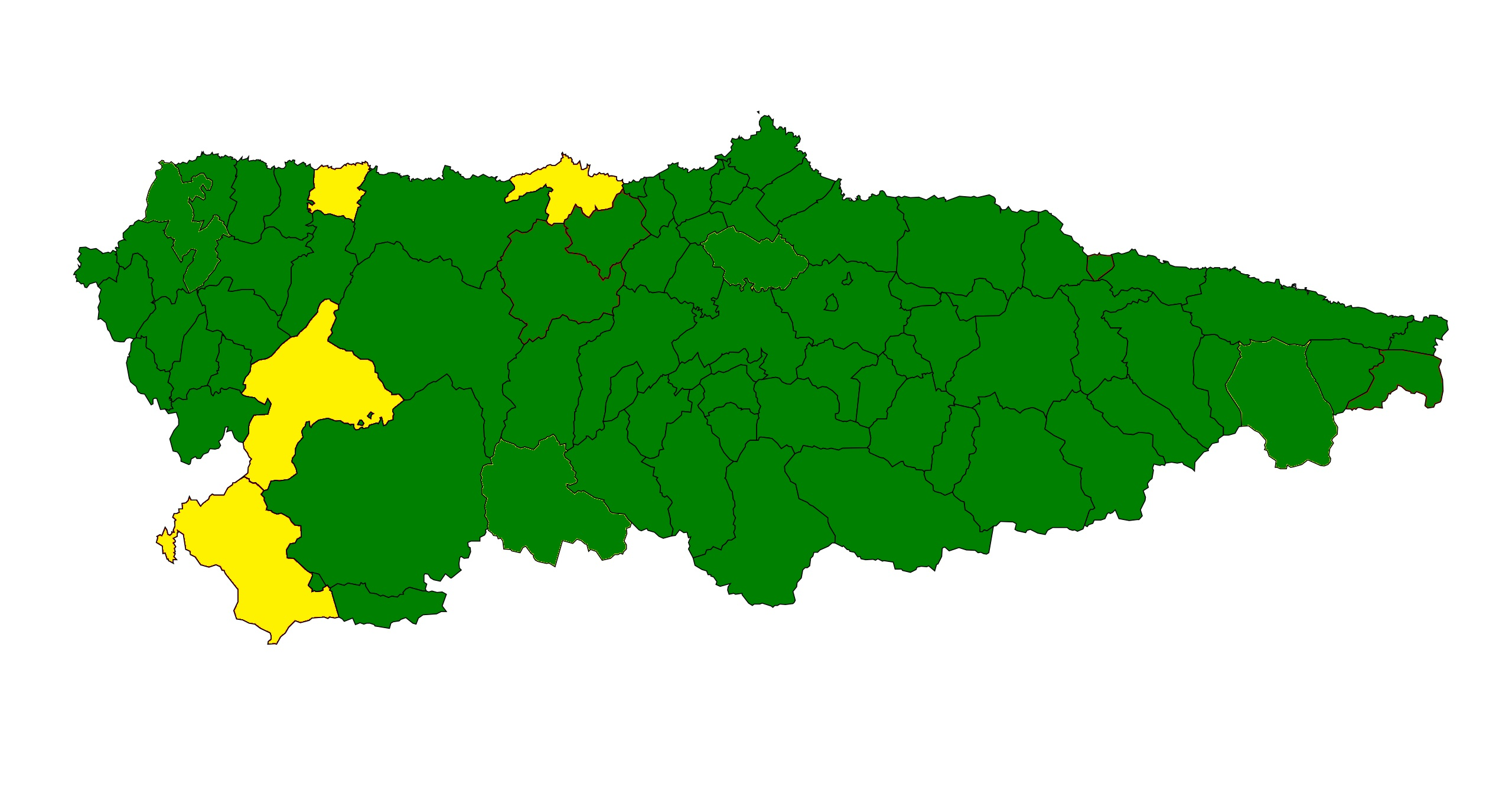
Concejos cuya toponimia tradicional ya ha sido oficializada mediante Decreto.
Concejos en los que la Junta de Toponimia ha concluido su trabajo y esperan la promulgación del Decreto correspondiente.Año 2024.

El proceso de recuperación toponímica, que aún hoy no ha concluido, comenzó oficialmente el mes de junio del año 2004, en el transcurso del cual se constituyó la Junta de Toponimia. Seguidamente, los concejos de Carreño y El Franco fueron los primeros en solicitar la restauración de su toponimia tradicional, siendo seguidos por numerosos concejos. A fecha de septiembre de 2018 la Junta de Toponimia está trabajando en 63 de los 78 municipios asturianos, y se han aprobado 61 decretos de oficialización de la toponimia tradicional (véase la lista de decretos).
En estos decretos se oficializa la toponimia tradicional asturiana, derogando la castellana, excepto en aquellos casos en que ésta tiene cierto arraigo popular, estableciendo entonces los dos topónimos como oficiales.

## Críticas y polémicas
El proceso de sustitución toponímica de los términos en castellano por aquellos supuestamente tradicionales no ha estado exento de polémicas y críticas. Concretamente, en la parroquia de Guimarán en el Concejo de Carreño (unos de los primeros en haber iniciado el proceso de sustitución de la toponimia oficial hasta el momento por la propuesta por la Junta de Toponimia), la sustitución de los indicadores a la entrada de la parroquia que indicaban Guimarán con su grafía en castellano por unos nuevos paneles indicando Quimarán con Q provocó reacciones vecinales solicitando el restablecimiento del topónimo castellanizado. En un principio el Partido Popular (PP) local propuso que la toponimia oficial fuera bilingüe, de manera que la forma propuesta por la Junta de Toponimia y la oficial hasta entonces convivieran en la cooficialidad, pero ante la abrumadora reacción de los vecinos solicitando el restablecimiento único de la forma en castellano "Guimarán" por decir que no se sentían identificados por la nueva forma con Q, el PP retiró la moción solicitando la denominación bilingüe.
En noviembre de 2010 la directora general de Política Lingüística, Consuelo Vega, aceptó excepcionalmente que la Junta de Toponimia analice la propuesta vecinal de recuperar el topónimo anterior. La directora general consideraba que, "una vez finalizada la toponimia, la Junta no debe adoptar con facilidad modificaciones al respecto".
A día de hoy aún no ha habido una decisión al respecto. Otras parroquias, como Piedeloro, también han manifestado su disconformidad con las nuevas denominaciones aprobadas por la Junta de Toponimia para su población.

## Ejemplos de nuevos topónimos oficiales
| Nombre oficial hasta ahora | Nombre oficial desde ahora         |
| -------------------------- | ---------------------------------- |
| Gijón                      | Gijón/Xixón                        |
| Pola de Siero              | La Pola Siero                      |
| Pola de Laviana            | La Pola Llaviana                   |
| San Bartolomé de Viodo     | Viodo (Gozón)                      |
| Ferrero                    | El Ferriru (Gozón)                 |
| Cabo de Peñas              | Peñes (Gozón)                      |
| Langreo                    | Llangréu/Langreo                   |
| Tuilla                     | Tuilla/Tiuya (Llangréu)            |
| Pola de Lena               | La Pola Ḷḷena                      |
| Pajares                    | Payares (Ḷḷena/Lena)               |
| Jomezana                   | Xomezana (Ḷḷena/Lena)              |
| Moreda                     | Morea (Ayer).                      |
| Cabañaquinta               | Cabanaquinta (Ayer).               |
| Luanco                     | Lluanco/Luanco (Gozón)             |
| Celorio                    | Celoriu (Llanes)                   |
| Lugás                      | Llugás (Villaviciosa)              |
| Rozadas                    | Rozaes (Villaviciosa)              |
| Arriondas                  | Les Arriondes (Parres)             |
| Santa Eulalia              | Santolaya (Cabranes)               |
| Niao                       | Niao/Ñao (Cabranes)                |
| Pola del Pino              | Pola Vieya (Ayer)                  |
| Rioseco                    | Rosecu (Ayer)                      |
| Riofrío                    | Rufríu (Ayer)                      |
| La Caridad                 | A Caridá (El Franco)               |
| Fresnedo                   | Fresnéu (Cabranes)                 |
| La Masanti                 | Llamasanti/Lamasanti (Sariegu)     |
| Lavandera                  | Llavandera (Gijón/Xixón)           |
| Poago                      | Puao (Gijón/Xixón)                 |
| El Remedio                 | El Remediu (Nava)                  |
| Ribera de Arriba           | La Ribera/Ribera de Arriba         |
| Ribadesella                | Ribeseya                           |
| Las Segadas                | Les Segaes/Las Segadas (La Ribera) |
| Soto de Rey                | Soto Rei (La Ribera)               |
| Lastres                    | Llastres (Colunga)                 |
| Libardón                   | Lliberdón (Colunga)                |
| San Emeterio               | Santu Medero (Bimenes)             |